# Eduard V.

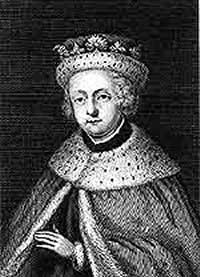
Eduard V.

Wappen von König Eduard V.

Eduard V. (* 2. oder 4. November 1470; † vermutlich 1483 in London) war der älteste Sohn des englischen Königs Eduard IV. und von dessen Gemahlin Elizabeth Woodville sowie der Bruder von Elizabeth of York, der späteren Frau Heinrichs VII.

## Leben

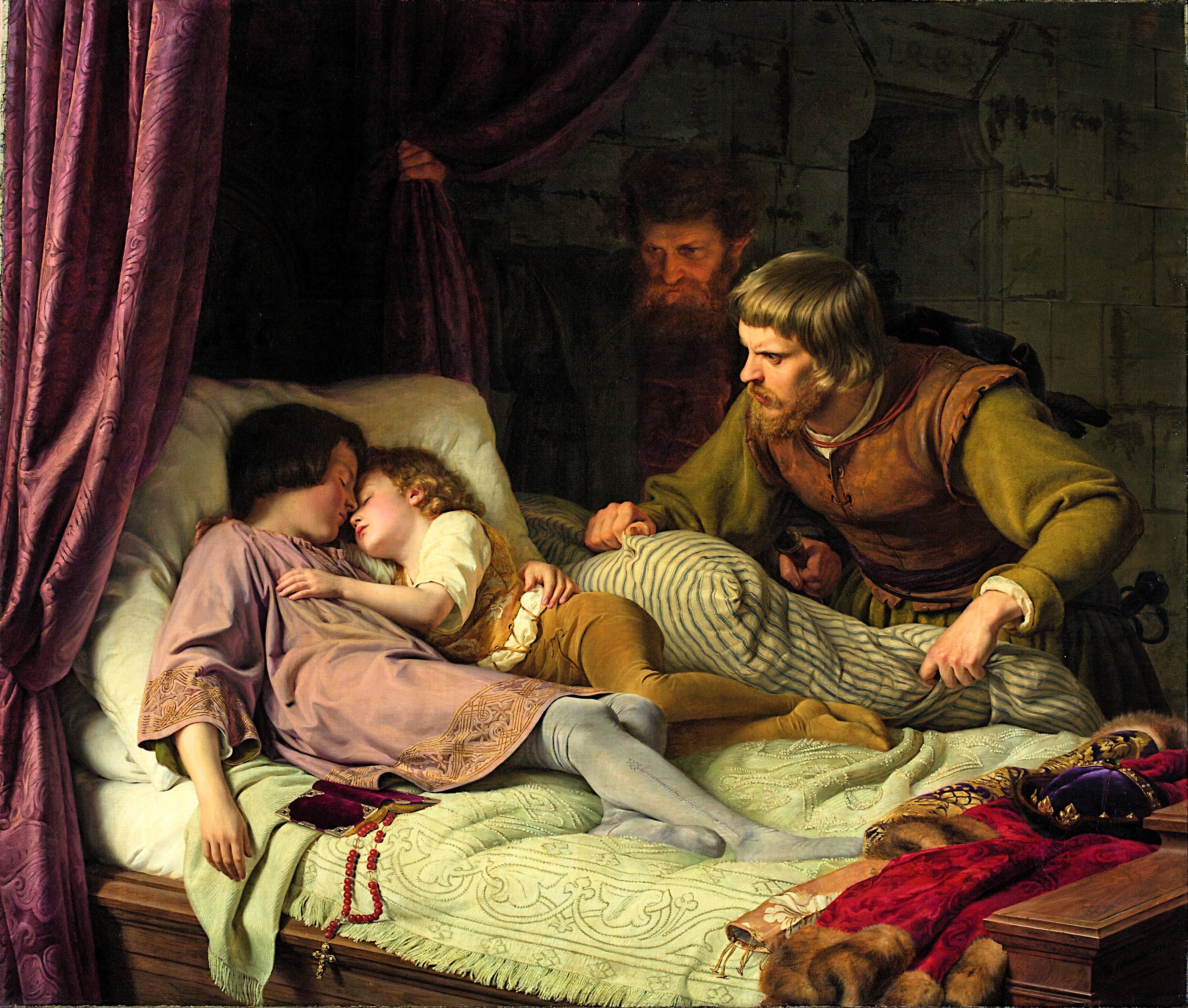
Die Ermordung der Söhne Eduards IV., Theodor Hildebrandt, 1835

Bereits 1471 ernannte sein Vater Eduard ihn zum sechsten Prince of Wales, dem englischen Thronfolger, und ließ diese Entscheidung vom Parlament anerkennen. De jure bekam der junge Prinz 1475 beim Aufbruch seines Vaters zu einem Feldzug nach Frankreich die volle Herrschaftsgewalt über England verliehen. De facto nahm ein Berater- und Vormundschaftsstab diese Aufgabe wahr.
Bevor Eduard IV. überraschend nach kurzer Krankheit am 9. April 1483 starb, hatte er die Vormundschaft für Eduard sowie für dessen jüngeren Bruder Richard of Shrewsbury seinem Bruder, dem späteren König Richard III., samt der Regentschaft für den 12-Jährigen übertragen. Die mächtige Familie der Königinwitwe versuchte aber, die Herrschaft über das Reich zu gewinnen, und bemächtigte sich des Staatsschatzes und der Flotte. Der Onkel des neuen Königs verbündete sich mit zwei einflussreichen Mitgliedern des Thronrates, William Hastings, 1. Baron Hastings, und Henry Stafford, dem Duke of Buckingham, und opponierte gegen die faktische Machtübernahme der Woodville-Familie. Am 30. April 1483 kam es bei Stony Stratford zu einem entscheidenden Aufeinandertreffen Richards und Buckinghams mit dem jungen König, der von einer starken Leibgarde unter der Führung eines Onkels des Königs mütterlicherseits, Anthony Woodville, 2. Earl Rivers, begleitet wurde. Nach einem ersten Abtasten wurde Rivers auf Geheiß Richards verhaftet, da Rivers Richards Beziehung zum jungen König untergraben habe. Nun erläuterte Richard seinem Neffen den Verstoß von dessen Mutter gegen den letzten Willen des verstorbenen Königs. Anschließend begab sich Eduard V. in die Obhut seines Onkels, wobei nicht klar ist, wie viel Einfluss er wirklich auf diese Entscheidung hatte, da gleichzeitig auch sein Mentor Thomas Vaughan sowie sein Halbbruder Richard Grey, die zu seinem Gefolge gehörten, festgesetzt wurden.
Wenig später verkündete Robert Stillington, der Bischof von Bath und Wells, in London, dass die Kinder von Elizabeth Woodville und Eduard IV. illegitim seien, weil der König zuvor mit Eleonore Talbot, der mittlerweile verstorbenen Tochter des Earls of Shrewsbury, verlobt gewesen sei. Beweisen ließ sich dieser Vorwurf nicht, doch er verbreitete sich schnell in London. Die logische Schlussfolgerung war, dass Eduard kein legitimer Thronfolger war. Ob Richard den Anschuldigungen Stillingtons Glauben schenkte, oder ob er sie lediglich als günstige Gelegenheit betrachtete, den Thron zu usurpieren, lässt sich nicht klären. Am 23. Juni vertrat Buckingham vor einer Adelsversammlung Richards Thronanspruch. Am 25. Juni erklärte das Parlament Richard zum rechtmäßigen Thronfolger, und Eduard V. ging nach dem faktischen Verlust seines Königtums auch de jure des Titels verlustig. Das Parlament veröffentlichte einige Monate später das Dokument Titulus Regius.

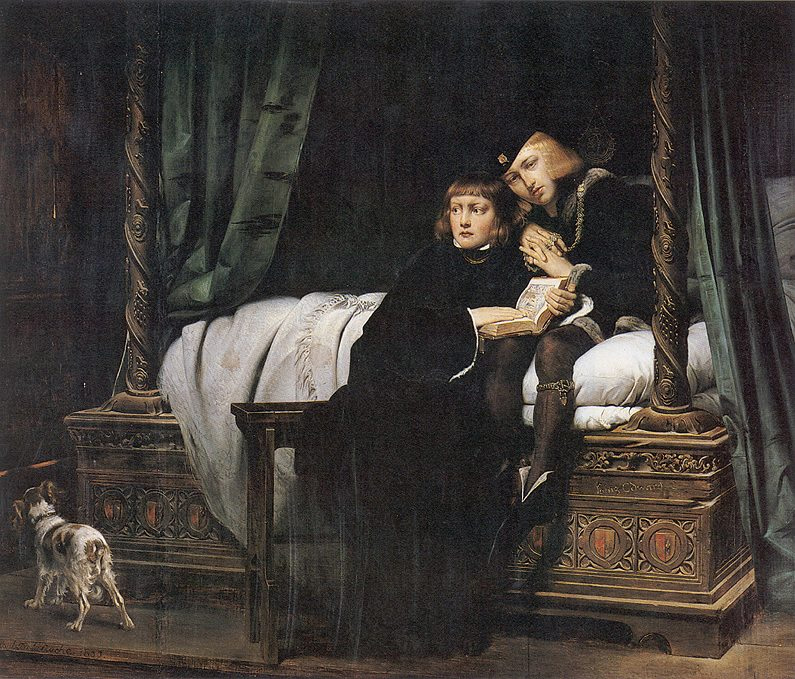
Eduard V. und sein Bruder als Gefangene im Tower, Gemälde von Paul Delaroche

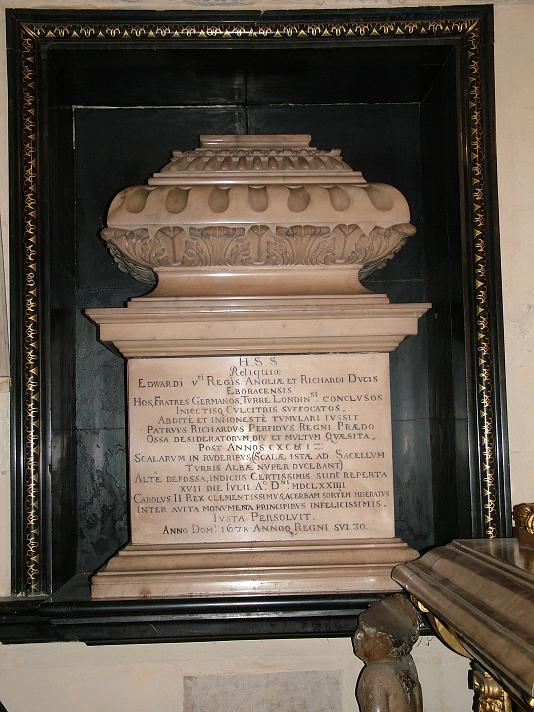
Grabstätte Edwards V. in der Westminster Abbey

Eduard wurde mit seinem Bruder im Tower festgesetzt. Niemand hat die beiden Knaben nach 1483 gesehen, so dass allgemein davon ausgegangen wird, dass sie in diesem Jahr starben. Ob sie an einer Krankheit zugrunde gingen oder ermordet wurden, gibt auch heute noch Anlass zu Nachforschungen und Spekulationen, wobei vier Personen des Mordes verdächtigt werden. Sir James Tyrrell war ein Gefolgsmann Richards III., der sich zu dieser Zeit im Auftrag des Königs im Tower aufhielt. Hier könnte also ein Auftragsmord vorliegen, um später eventuell lästige Kontrahenten für Richard III. in dessen Auftrag zu beseitigen. Ein gutes Motiv hätte auch Buckingham gehabt, der jederzeit Zutritt zum Tower hatte und dem aufgrund seiner engen Verwandtschaft zu den Plantagenets ebenfalls Ambitionen auf den Thron nachgesagt wurden. Neben Richard III. wird als vierter immer wieder, z. B. von P. Kendall, der spätere König Heinrich VII. Tudor genannt, der nach seinem Sieg über Richard III. 1485 in der Schlacht von Bosworth Field mögliche andere Thronprätendenten hätte beseitigen können. Während der Regierung Heinrichs VII. traten verschiedentlich Männer auf, die behaupteten, einer der Söhne Eduards IV. zu sein. Die Ansprüche konnten jedoch nie bewiesen werden und gefährdeten die Herrschaft des ersten Tudorkönigs nicht.
Siehe auch die Prinzen im Tower.